# Gischiga (Fluss)
Die Gischiga (russisch Гижига, Ги́жига) ist ein 221 km langer Zufluss des Ochotskischen Meeres in der Oblast Magadan im Fernen Osten Russlands.

## Flusslauf
Die Gischiga entspringt im Kolymagebirge auf einer Höhe von etwa 1000 m. Sie fließt anfangs 20 km nach Süden und wendet sich im Anschluss nach Osten. Bei Flusskilometer 139 trifft der Irbytschan von Norden kommend auf den Fluss. Die Gischiga fließt im Mittellauf nach Südosten und wendet sich allmählich nach Süden und schließlich in Richtung Südsüdwest. Bei Flusskilometer 42 mündet die Tschornaja von links, bei Flusskilometer 34 die Turomtscha von rechts in die Gischiga. Die Gischiga mündet schließlich in das nördliche Ende des Gischigabusens, der sich entlang der Westküste der Schelichow-Bucht erstreckt. Am Westufer unmittelbar oberhalb der Mündung befindet sich das Dorf  (ceno) Gischiga.

## Hydrologie
Die Gischiga entwässert ein Areal von 11.900 km². 20 km oberhalb der Mündung beträgt der mittlere Abfluss 151,8 m³/s. Der Fluss ist gewöhnlich zwischen November und April eisbedeckt. Die höchsten monatlichen Abflüsse treten gewöhnlich im Juni mit im Mittel 852 m³/s auf.

## Tierwelt
Das Flusssystem der Gischiga nutzen verschiedene Lachsfische zum Laichen, darunter Ketalachs, Buckellachs und Silberlachs. Weitere Fische im Fluss sind Hecht,  Äschen sowie Phoxinus, eine Gattung aus der Familie der Karpfenfische. Im Mündungsbereich der Gischiga kommen Weißwale vor.